# Peruaanse treurduif
De Peruaanse treurduif (Zenaida meloda) is een vogel uit de familie Columbidae (duiven en tortels).

## Verspreiding en leefgebied
Deze soort komt voor van Ecuador tot noordelijk Chili.